# Iris fulvala
Iris fulvala là một loài thực vật có hoa trong họ Diên vĩ. Loài này được Dykes miêu tả khoa học đầu tiên năm 1913.